# Альциато
Альциато (пол. Alcyato) — дворянский род.
Гербом ЛОСЕН вместе с потомственным дворянством 2 января 1840 года Всемилостивейше пожалован Павел Альциато, чиновник, из итальянской купеческой семьи, осевшей в Варшаве.

## Описание герба
Щит рассечён. В правом красном поле серебряный бегущий лось в столб, в левом серебряном поле, лазоревая колонна, увенчанная двумя чёрными орлиными крыльями.
На щите дворянский коронованный шлем. Нашлемник: три страусовых пера. Намёт на щите красный, подложенный серебром.
Герб рода Альциато внесён в часть 3 гербовника дворянских родов Царства Польского, страница 121. Герб Альциато также внесён в часть 1 сборника дипломных гербов польского дворянства, невнесённых в общий гербовник, страница 3.